# Волошин, Мефодий Данилович
Мефо́дий Дани́лович Воло́шин (1923—1991) — красноармеец Рабоче-крестьянской Красной Армии, участник Великой Отечественной войны, Герой Советского Союза (1945).

## Биография
Мефодий Волошин родился 5 мая 1923 года в Екатеринославле в рабочей семье. Украинец. Окончил семь классов школы. В августе 1941 — сентябре 1943 годов Волошин находился на временно оккупированной немецкими войсками территории. В сентябре 1943 года он был призван на службу в Рабоче-крестьянскую Красную Армию. С октября того же года — на фронтах Великой Отечественной войны. 31 октября в бою под Гуляйполем Запорожской области Волошин получил ранение в грудь и до января 1944 года лечился в госпиталях. По излечении был зачислен пулемётчиком 1-го батальона 171-го гвардейского стрелкового полка 1-й гвардейской стрелковой дивизии 11-й гвардейской армии 3-го Белорусского фронта. Принимал участие в освобождении Белорусской ССР. Особо отличился во время освобождения Литовской ССР.
14 июля 1944 года Волошин одним из первых в своём полку, несмотря на вражеский огонь, переправился через Неман в районе города Алитус и принял активное участие в захвате и удержании плацдарма. В тех боях он подавил пулемёт и уничтожил около взвода вражеских солдат и офицеров. Когда контратака была отбита, Волошин во главе группы бойцов ворвался в близлежащий населённый пункт, обратив в бегство противника. В том бою Волошин получил ранение в бедро, но поля боя не покинул до окончания боёв за плацдарм.
Указом Президиума Верховного Совета СССР от 24 марта 1945 года за «мужество, отвагу и героизм, проявленные в борьбе с немецкими захватчиками» гвардии красноармеец Мефодий Волошин был удостоен высокого звания Героя Советского Союза с вручением ордена Ленина и медали «Золотая Звезда» за номером 4220.
В феврале 1945 года в ходе боёв в Восточной Пруссии Волошин был тяжело ранен разрывной пулей и после излечения в госпитале был демобилизован. Проживал в Днепропетровске, работал в совхозе «Днепр» Днепропетровского района. Скончался 9 августа 1991 года, похоронен в Днепропетровске.
Был также награждён орденом Отечественной войны 1-й степени, а также рядом медалей.